# Magdalene Kreßner
Magdalene „Ebbi“ Kreßner (* 3. Oktober 1899 in Schweizerthal bei Chemnitz; † 18. Mai 1975 in Radebeul) war eine deutsche Bildhauerin.

## Leben und Wirken

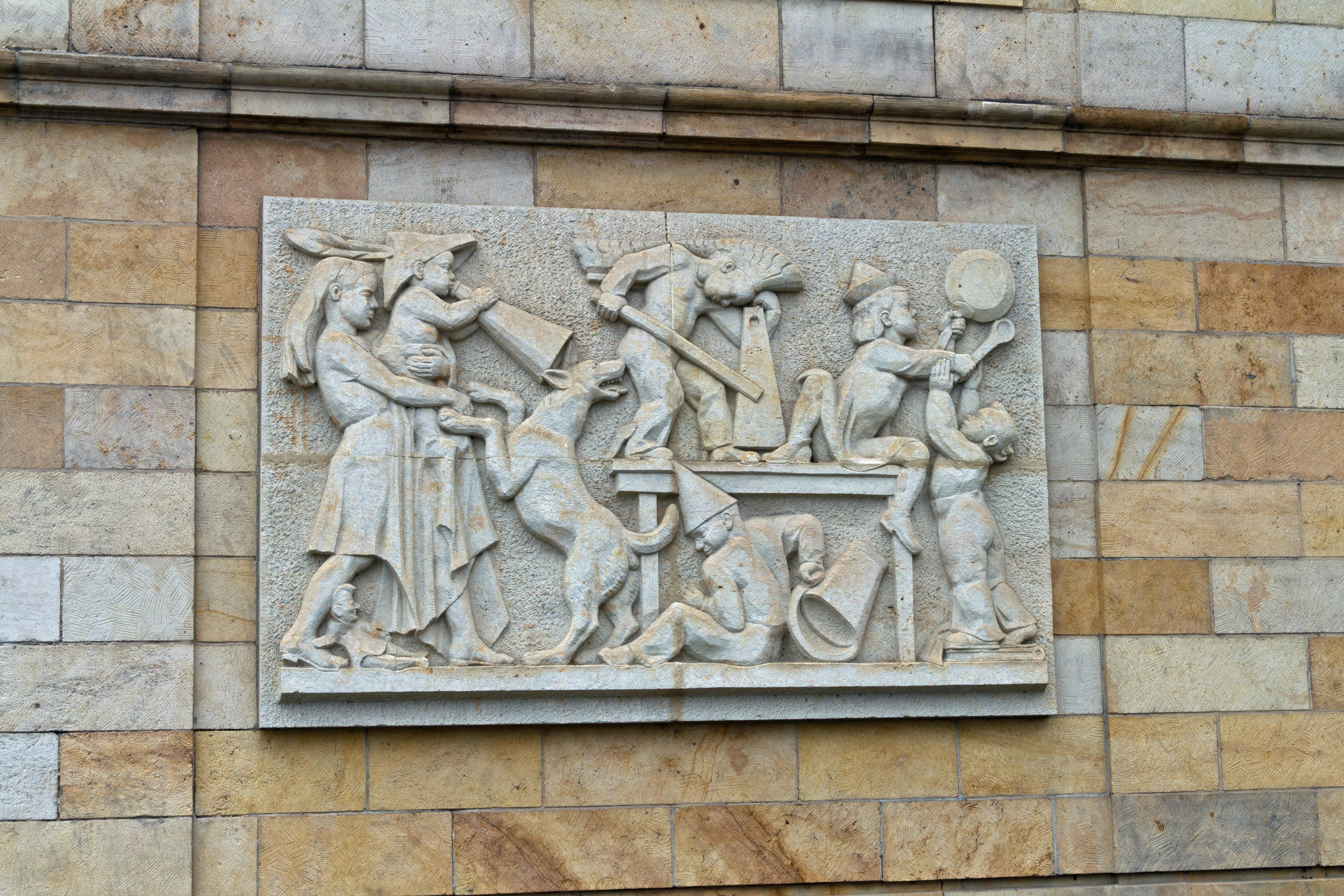
Relief von Magdalene Kreßner am Haus Blochmannstraße 1 in Dresden

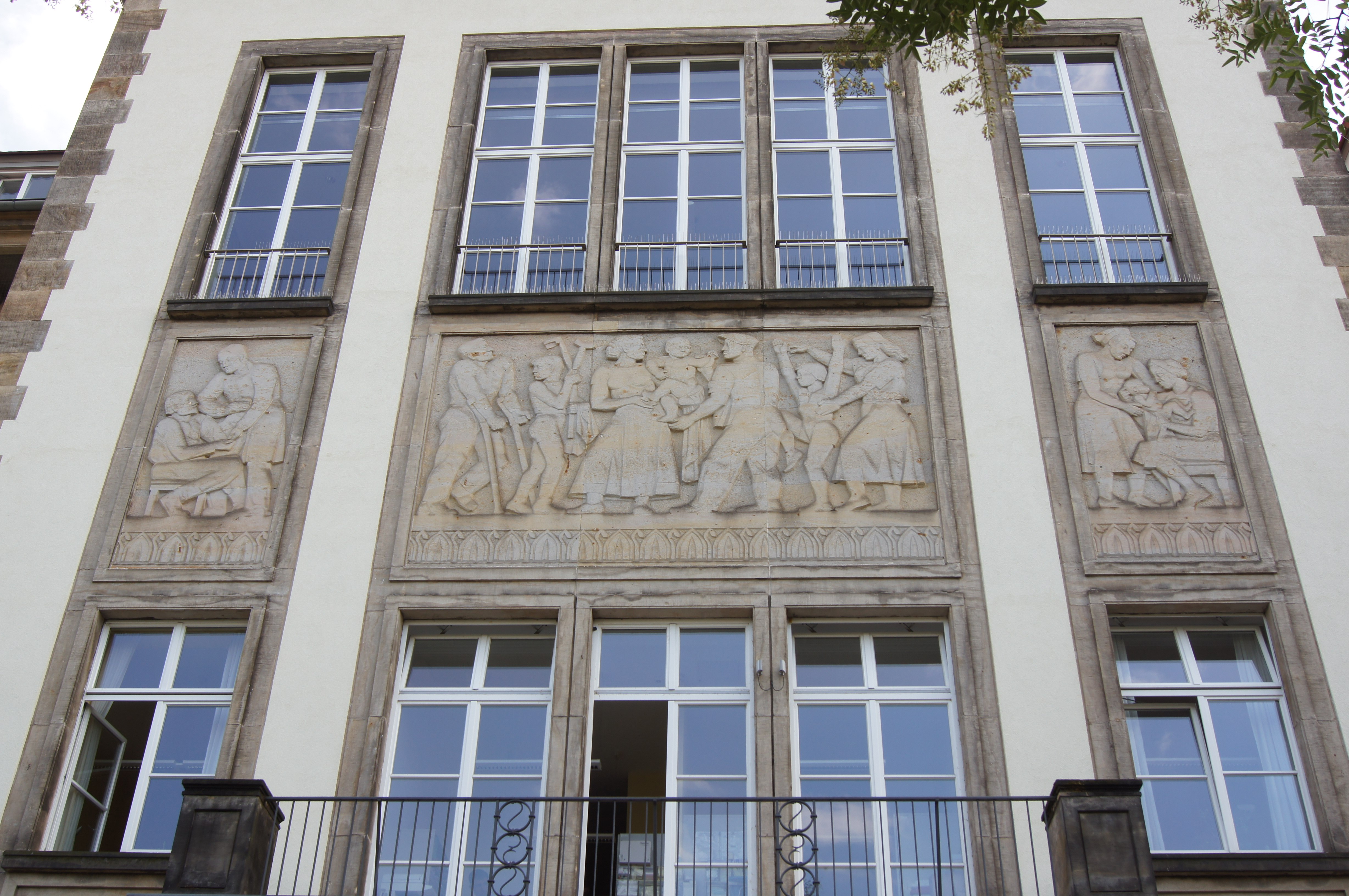
Relief von Magdalene Kreßner am Eingang der orthopädischen Klinik in Dresden-Johannstadt.

Magdalene Kreßner studierte von 1921 bis 1927 in Berlin an den Vereinigten Staatsschulen für freie und angewandte Kunst bei Fritz Klimsch Plastik und bei Wilhelm Gerstel Bauplastik. Von 1927 bis 1930 war sie an der Kunstakademie Dresden Meisterschülerin von Karl Albiker. Sie arbeitete dann freischaffend in Dresden. Sie war Mitglied des Sächsischen Kunstvereins und des Dresdner Künstlerbunds, in der Zeit des Nationalsozialismus obligatorisch der Reichskammer der bildenden Künste und in der DDR des Verbands Bildender Künstler der DDR.
Bei den Luftangriffen auf Dresden am 13. Februar 1945 wurden ihr Atelier und die Frühwerke zerstört. Sie zog nach Radebeul in die Eduard-Bilz-Straße 42 (Oberlößnitz) in ein Wohn-Atelier.
Magdalena Kreßner betätigte sich hauptsächlich auf dem Gebiet der baubezogenen Kunst. Viele Werke haben mythologische oder biblische Themen. So schuf sie 1955/1956 die eichene Kreuzigungsgruppe für den Friedhof Radebeul-Ost. „Tänzer Salkowski“, aber auch Illustrationen zu Thomas Manns „Joseph und seine Brüder“.
Arbeiten Magdalena Kreßners befinden sich u. a. in der Skulpturensammlung Dresden.
Magdalena Kreßner wurde auf dem Friedhof in Burgstädt beerdigt.

## Weitere Werke

### Architekturbezogene Werke
- Relief an der orthopädischen Klinik in Dresden-Johannstadt, die 1953/54 nach Entwürfen der Architekten Alexander Künzer und Wolfgang Klossek wiederaufgebaut wurde.[2][3]
- Relief am Haus Blochmannstraße 1.[4][5][6]

## Ausstellungen (unvollständig)

### Postume Personalausstellungen
- 1977: Zittau, Stadtmuseum (Plastiken, Zeichnungen und Collagen)

- 1977: Dresden, Galerie Kunst der Zeit (Gedenkausstellung)
- 1999: Radebeul[7]

### Teilnahme an Ausstellungen in der Zeit des Nationalsozialismus
- 1933: Dresden („Gemeinsame Ausstellung 3 Künstlergruppen. Künstlervereinigung, Deutscher Künstlerverband, Dresdner Sezession“)
- 1940: Dresden („Dresdner Künstlerbund. Erste Ausstellung Kriegsjahr 1940“)
- 1941 und 1943: Dresden, Brühlsche Terrasse („Große Dresdner Kunstausstellung“)
- 1943: Dresden, Brühlsche Terrasse („Kunstausstellung Gau Sachsen“)

### Teilnahme an zentralen und wichtigen regionalen Ausstellungen in der sowjetischen Besatzungszone bzw. der DDR
- 1945/1946: Dresden, Ausstellung „Freie Künstler. Ausstellung Nr. 1“[8]
- 1946: Dresden, Kunstakademie (Kunstausstellung Sächsische Künstler)[9]
- 1946, 1949 und 1953: Dresden, Allgemeine Deutsche Kunstausstellung und 2. und Dritte Deutsche Kunstausstellung
- 1952: Chemnitz, Schlossbergmuseum (Mittelsächsische Kunstausstellung)
- 1972 und 1974: Dresden, Bezirkskunstausstellungen
- postum 1985: Dresden, Albertinum („Bekenntnis und Verpflichtung“)